# Revolución de los Cedros
La Revolución de los Cedros o Revolución del Cedro (en árabe: ثورة العرض‎ thawrat al- ‘arz), también conocida en el mundo árabe como Intifadat al-Istiqlal (“Levantamiento de la Independencia”) o Rabi’ al-Arz (“Primavera del Cedro”), es el nombre que recibe la movilización popular que tuvo lugar en el Líbano, especialmente en Beirut, tras el asesinato del ex primer ministro Rafik Hariri, el 14 de febrero de 2005.
El movimiento consistió en una serie de manifestaciones populares en todo el país, que se oponían a la presencia militar siria en el Líbano y su injerencia política. Las protestas también tenían otros objetivos, como la instauración de un tribunal internacional que investigara el asesinato de Hariri o la convocatoria de elecciones. El movimiento consiguió sus objetivos, forzando la evacuación de las tropas sirias tras casi treinta años de presencia continuada en el país.
A raíz de este movimiento surgió la coalición política denominada Alianza del 14 de marzo, prooccidental, organizada en torno al hijo del asesinado Rafik Hariri, Saad Hariri, y que fue vencedora tanto en las elecciones de 2005 como en las de 2009.

## Origen del nombre
El nombre “Revolución del Cedro” o “Revolución de los Cedros” fue acuñado por la subsecretaria de Estado estadounidense de Asuntos Internacionales, Paula J. Dobriansky, perteneciente a la administración Bush. El nombre tenía el objetivo de asociar el movimiento con otras movilizaciones populares como la Revolución de las Rosas en Georgia, la Revolución Naranja en Ucrania, o la Revolución Púrpura en Irak; en una supuesta ola de democratización que estaría produciendo en el espacio postsoviético y Oriente Medio. Esta denominación alude al emblema nacional del Líbano, el cedro, que es el árbol que aparece en su bandera.
En el mundo árabe y en el Líbano, es más conocida con otros nombres, como Intifadat al-Istiqlal (“Intifada de la Independencia” o “Levantamiento de la Independencia”) o Rabi’ al-Arz (“Primavera del Cedro”). También se habla en los medios locales de Istiqlal Lubnan (“Independencia del Líbano”) o Rabi’ Lubnan (“Primavera del Líbano”), asociándolo a la Primavera de Praga.

## Antecedentes

### La presencia siria en el Líbano y la confrontación política

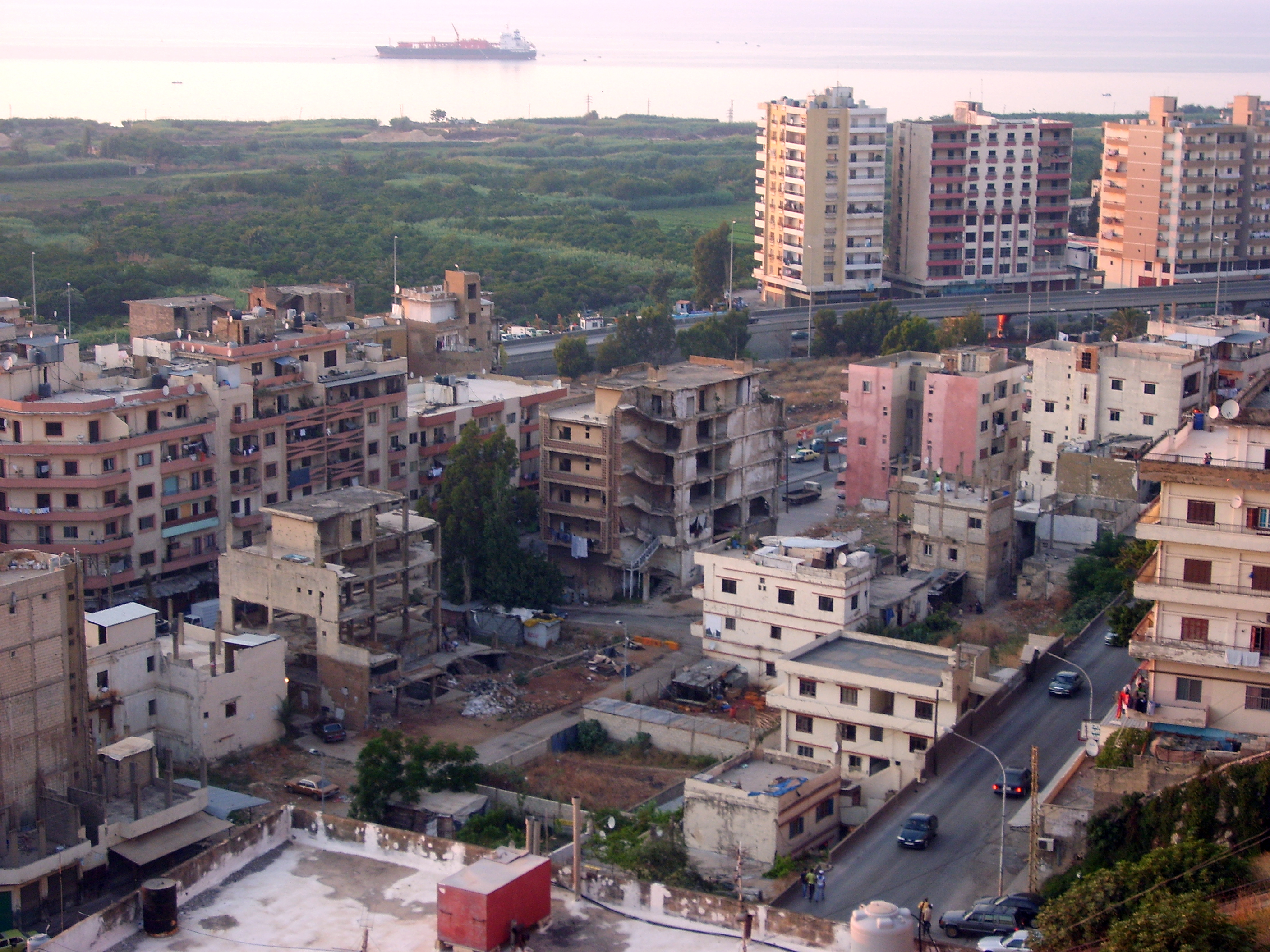
Líbano quedó arrasado tras quince años de guerra civil. El proyecto de reconstrucción del país era una de las cuestiones políticas centrales en la posguerra. Hariri se implicó de manera especial en la reconstrucción a través de sus empresas, lo que le hizo ganar popularidad. En la imagen, edificios dañados tras la guerra en la ciudad de Trípoli.

Los acuerdos de Taif de 1989 habían puesto fin a quince años de guerra civil en el Líbano, pero también habían asegurado la influencia siria en el país. Siria había intervenido en el conflicto, usando una estrategia de mediador entre los distintos grupos sectarios libaneses, cambiando la facción a la que apoyaba según convenía. Cuando termina la guerra, en 1990, y las últimas zonas de conflicto quedan pacificadas, el norte y el este del Líbano continúan bajo ocupación siria, con la aceptación tácita de Estados Unidos.
Esto permitió al país vecino intervenir en los asuntos de política interior durante la posguerra, forzando la salida del primer ministro Michel Aoun, cristiano maronita. En 1992, Rafik Hariri (sunní) es nombrado primer ministro con el apoyo de Arabia Saudí y Estados Unidos, sucediendo al pro-sirio Omar Karami. Hariri era un poderoso hombre de negocios, con lazos íntimos con Arabia Saudí y Francia, que invertía en los proyectos de reconstrucción del país. Además, gozaba de una gran popularidad entre los libaneses. En 1998, Émile Lahoud sucede a Elias Hrawi como presidente de la república. Lahoud (maronita y alineado con Hezbolá) se había convertido en uno de los principales valedores de los intereses sirios en el Líbano. Tras su nombramiento, releva a Hariri de su cargo, entrando Michel Huss como cabeza de gobierno. Además, comienza una campaña de descrédito contra Hariri.
Sin embargo, Hariri vuelve al cargo de primer ministro en el año 2000. Aplicando una política de privatizaciones, comenzó a tejer redes de apoyo externas con potencias como Francia. Esto contravenía los intereses del líder sirio Al Assad, que prefería mantener ciertos sectores de la economía en manos públicas, pues así se aseguraba su control a través de sus redes militares y de inteligencia, y de su influencia sobre Lahoud. Esto provocó un enfrentamiento político entre el bloque pro-sirio de Lahoud, apoyado por Al Assad y las fuerzas sirias en el país; y el bloque prooccidental de Hariri, que es apoyado por las comunidades maronitas y drusas, además de por Francia y Estados Unidos.
En 2004, alrededor de 14.000 tropas sirias continuaban en territorio libanés. La versión oficial libanesa defendía que eran tropas invitadas, que ayudaban a garantizar la estabilidad del país.

### La reforma constitucional de 2004 y la Resolución 1559

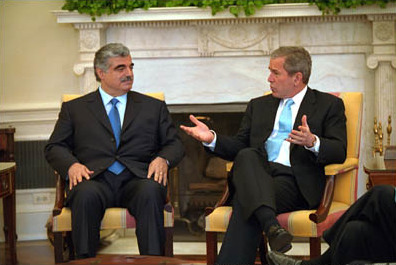
Rafik Hariri con George Bush. EE. UU. fue uno de los principales apoyos externos al bloque político de Hariri, por su oposición a Siria.

El culmen de esta tensión se dio en 2004. En este año, se debatía una propuesta de enmienda constitucional para extender el mandato de Emile Lahoud durante tres años más; lo que encontró una gran oposición entre las fuerzas políticas anti-sirias, que lo veían como una grave injerencia más del país vecino. Rafik Hariri se había opuesto a la reforma, aunque terminó cediendo, tras reuniones con Al Asad en Damasco en agosto de 2004; así como con el líder de las tropas sirias en el Líbano, Rostom Ghazalé. En la reunión con Al Assad, el presidente sirio, supuestamente, dirigió unas palabras amenazantes al primer ministro libanés, dejando claro que antes “rompería el Líbano en la cabeza de sus oponentes” que ver su voluntad de mantener a Lahoud contrariada.
El 2 de septiembre, el Consejo de Seguridad de Naciones Unidas aprobaba un proyecto de resolución presentado por Alemania, Francia, Estados Unidos y Reino Unido, gracias a las abstenciones de Rusia y China. En este texto (Resolución 1559) se exhortaba a las tropas extranjeras a que se retiraran del territorio del Líbano, además de respetarse los procesos electorales con arreglo a la Constitución, en una clara alusión a la polémica reforma. Hay que tener en cuenta que Siria y Estados Unidos se encontraban en un proceso de rivalidad abierto, debido a la intervención en 2003 en Irak contra Saddam Hussein, líder del partido Ba’az iraquí, hermano del sirio. Estados Unidos acusaba a Al Assad de apoyar al líder iraquí, y de permitir el ingreso de milicias en ese país. La resolución 1559 sería la extensión de la declaración estadounidense sobre la soberanía del Líbano de 2003, que también compelía a Siria a la retirada del territorio libanés, emitida como respuesta al apoyo sirio a Hussein.
La respuesta desde el Líbano y Siria fue aprobar, el 4 de septiembre, la reforma constitucional que permitía a Émile Lahoud extender su mandato por tres años más. Esta reforma se realizó, presuntamente, bajo presiones sirias, y fue ampliamente criticada por los sectores de la oposición, exacerbando las tensiones interconfesionales. El portavoz de la Conferencia Episcopal maronita, contraria al bloque pro-sirio, se opuso abiertamente a la reforma constitucional. El bloque parlamentario de Hariri votó afirmativamente, lo que provocó cuatro dimisiones ministeriales el 8 de septiembre, pues se consideraba una posición forzada desde Siria. Hariri terminó dimitiendo de su cargo el 20 de octubre de 2004. Fue relevado por el pro-sirio Omar Karami.

## El detonante de las protestas: el asesinato de Rafik Hariri

### El asesinato de Rafik Hariri

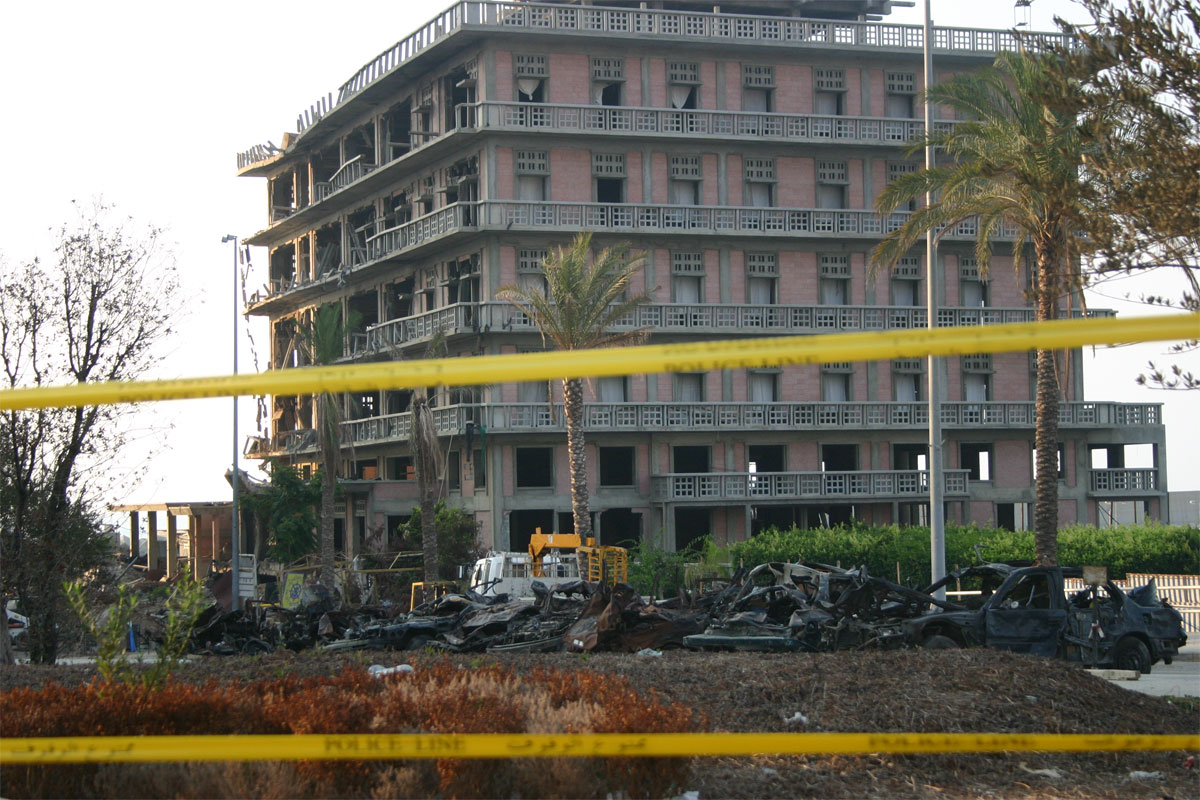
Vista del Hotel Saint George de Beirut tras el atentado con coche bomba que mató a Hariri.

El 14 de febrero de 2005, a las 12:50, el ex primer ministro Rafik Hariri fue asesinado en un atentado con coche bomba cerca del Hotel Saint George en Beirut. En la explosión fallecieron 22 personas, entre ellos, el exministro de economía y comercio, Bassel Fleihan. La explosión también causaría lesiones a alrededor de 100 personas.
En un primer momento, el ataque fue reivindicado por una organización fundamentalista desconocida, Al Nasir wa Al Yihad, declaración a la que no se le dio credibilidad. Las sospechas generalizadas apuntaban a Siria y el gobierno libanés, pro-sirio.

### Reacciones políticas
Las acusaciones hacia el gobierno sirio no tardaron en llegar por parte de la oposición. El exministro de economía Marwan Hamade, que fue víctima de un ataque similar meses antes, acusó directamente a Siria y el gobierno libanés del atentado a través de la radio del país.
La versión oficial del bloque pro-sirio fue acusar a Israel de haber perpetrado el ataque para desestabilizar el país. El vice primer ministro sirio Kaddam lo hizo abiertamente el 15 de febrero, una versión a la que se sumaron las fuerzas políticas oficialistas libanesas e Irán. El primer ministro israelí, Ariel Sharon, inmediatamente desmintió las acusaciones y se sumó a las voces que acusaban a Siria del suceso.

### Reacciones internacionales
Los líderes internacionales condenaron enérgicamente el asesinato. El portavoz de la Casa Blanca lo consideró “un recordatorio” de la necesidad del fin de la ocupación siria. El presidente francés, Jacques Chirac, amigo íntimo de Hariri, también condenó enérgicamente el crimen, y pidió que se investigase y se condenase a los responsables. Bashar Al Assad, el presidente sirio, envió condolencias a la familia y el pueblo libanés. La Unión Europea, la Autoridad Nacional Palestina y la Liga Árabe, entre otros muchos estados, emitieron declaraciones similares, condenando los hechos.
El secretario general de Naciones Unidas, Kofi Annan, anunció el envío de una misión de expertos que investigase el incidente, tras la solicitud del Consejo de Seguridad de información sobre el suceso. El 25 de febrero, la misión llegó a Beirut con el objetivo de investigar el asesinato. Un mes después, enviaron su informe ante la organización, en el cual se ponía la mirada en Siria y las redes de inteligencia, siendo el único actor con capacidad para llevar a cabo el ataque.

## Las movilizaciones

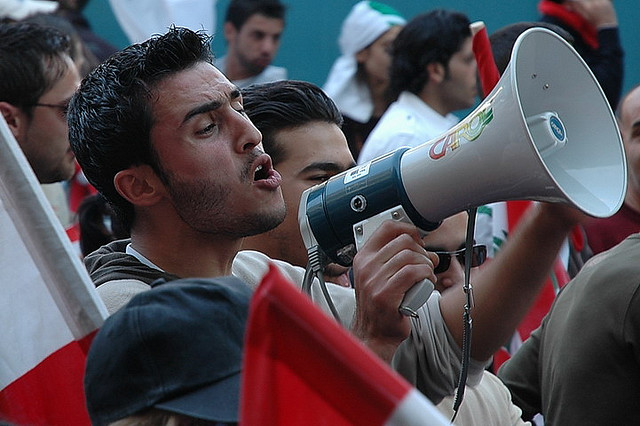
Participante en las protestas de 2005.

Este incidente desencadenó una serie de manifestaciones por todo el país. Las movilizaciones comenzaron el día 15 de febrero de 2005, con ocasión del funeral de Hariri. Alrededor de 150.000 personas se congregaron para despedir al exmandatario, entre gritos de “¡fuera Siria!”. Una semana más tarde, el día 21, una masiva marcha de 20.000 activistas caminó desde el lugar del atentado a la Plaza de los Mártires. Las protestas estaban principalmente compuestas de cristianos y drusos, dos de las confesiones que apoyaban políticamente a Hariri, y que suponían la principal oposición a la presencia siria en el país. Las movilizaciones recibieron muestras de apoyo de Bush y Chirac, que emitieron una declaración conjunta solicitando una investigación de Naciones Unidas, que se pondría en marcha el 25 de febrero. Los manifestantes llevaban cintas y bufandas rojas y blancas, colores de la bandera libanesa utilizados por los movimientos anti-sirios.  La presión internacional sobre Siria iba en aumento. Al Assad anunció el día 25 que las tropas se retirarían “pronto”, tal y como estaba previsto, pero sin precisar fechas.
Las protestas se volvieron diarias, lo que llevó al gobierno de Karami a prohibir las concentraciones el día 27 de febrero, cuando había convocadas movilizaciones pro-sirias y anti-sirias a la misma hora en la capital. La oposición llamó a la desobediencia civil, y los ciudadanos se concentraron una vez más en el centro de Beirut. Los manifestantes, alrededor de 5.000, repetían los lemas de “Libertad, soberanía e independencia”, “Siria fuera”, “El Líbano es nuestra religión”, “Queremos la verdad”, pidiendo la retirada siria y la investigación del asesinato. Desbordado, el gobierno de Karami decide dimitir al día siguiente, el 28 de febrero. Las protestas no cesaron en ningún momento, dándose episodios de violencia que dejaron alguna víctima mortal, como un fallecido en Trípoli.
Al Assad había repetido en varias ocasiones su intención de retirarse, con el objetivo de relajar la presión, pero sin concretar una fecha de salida. Completamente aislado, el líder anunciaría el 2 de marzo que las tropas sirias saldrían del Líbano en los siguientes meses. En el plano internacional, a la petición francesa y estadounidense de retirada se sumaron, el 3 de marzo, Alemania y Rusia; así como Arabia Saudí, país al que viajó el presidente sirio el mismo día para tratar la cuestión con ese gobierno.

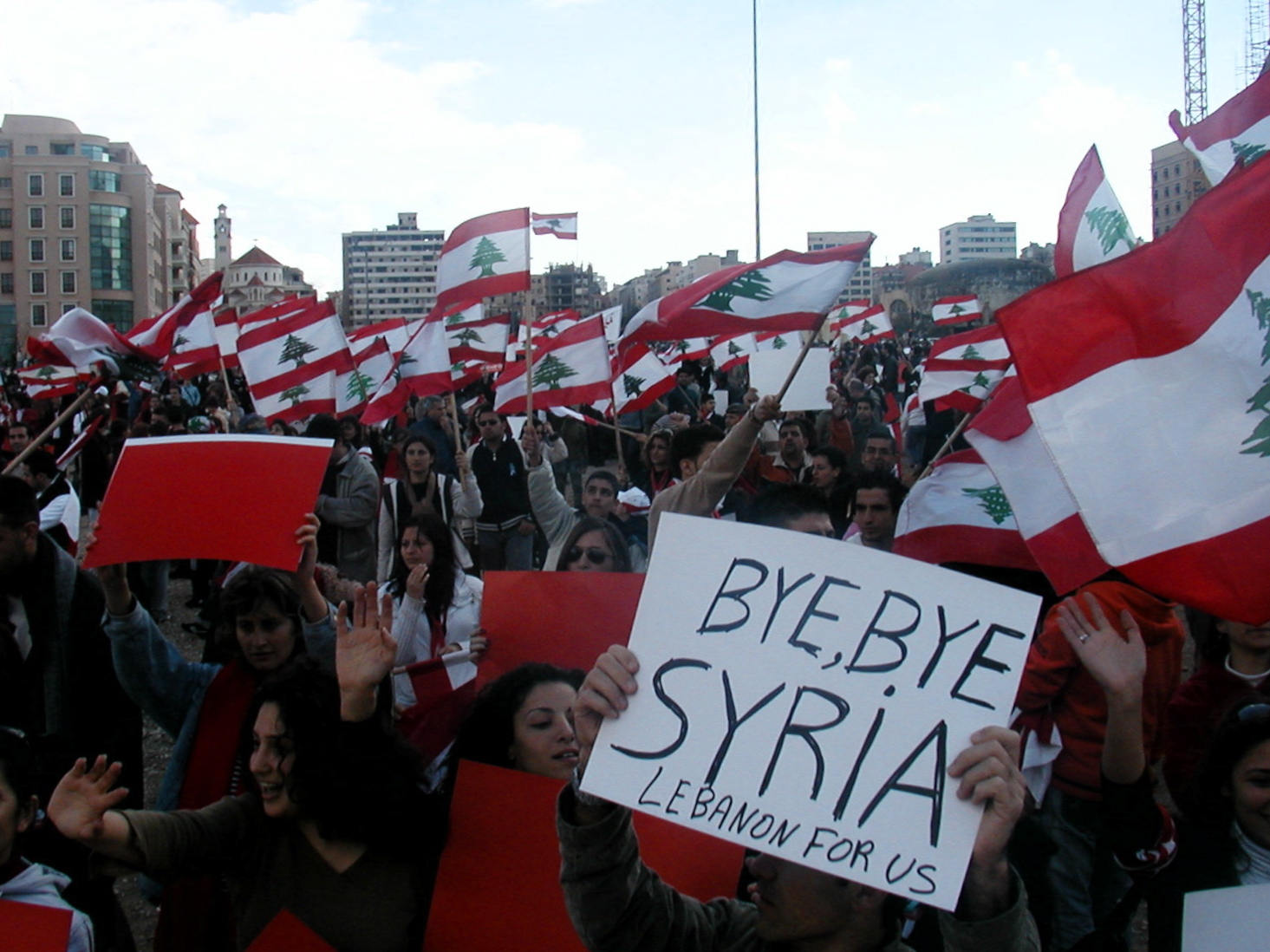
Manifestación anti-siria en Beirut, 2005.

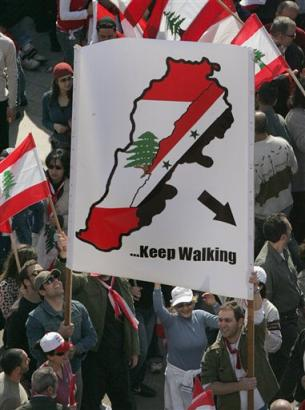
Imagen de las protestas del 14 de marzo, pidiendo la continuación de la salida de tropas sirias.

El día 5 de marzo, Assad reafirmó su intención de evacuar las tropas, viéndose falto de apoyo internacional. Anunció la retirada de las tropas al valle de la Bekaa, al este del país. En respuesta a estas declaraciones, Hezbolá convocó una multitudinaria manifestación contra la “injerencia occidental” y en apoyo de Siria, como contestación a las movilizaciones prooccidentales, el día 8 de marzo de 2005. Las cifras de asistentes iban de 200.000 a 500.000, según algunos medios. La fuerza de esta manifestación fue tal que, el 10 de marzo, Omar Karami fue restituido como primer ministro por el presidente Lahoud a petición del parlamento, pidiendo la formación de un gobierno de unidad nacional. Se completaba, simultáneamente, la retirada siria a la Bekaa, antes de la llegada del enviado especial de la ONU al país, que pedía un calendario concreto para la retirada y el cumplimiento de la Resolución 1559. Las negociaciones para formar gobierno fracasaron días después, debido a divergencias entre las distintas fuerzas políticas, lo que agudizó la crisis nacional. Ocuparía el cargo hasta el 19 de abril de 2005.
Las movilizaciones prosiguieron durante todo marzo. El día 14, con motivo del cumplimiento de un mes desde la muerte de Hariri, una gran manifestación del bloque anti-sirio tuvo lugar en Beirut. Los manifestantes también celebraban el inicio de la salida definitiva de las tropas sirias del país, que se había iniciado entonces. La afluencia fue masiva: los medios hablaban de un millón de asistentes que colapsaron el centro de la capital. En el podio, el exministro de economía y líder druso Marwan Hamade volvió a acusar a la inteligencia sirio-libanesa del ataque a Hariri. El miedo a una fractura social que desembocara en una nueva guerra civil animó al Gobierno de  Lahoud y a la oposición a reunirse y negociar, para evitar un agravamiento de la crisis.

## Repercusiones
La enorme presión internacional y las protestas internas forzaron a Siria a retirarse del país. La salida de tropas se completó el 24 de abril de 2005, antes de lo previsto, bajo supervisión de la ONU. Sin embargo, Líbano y Siria se comprometieron a realizar una celebración pública y solemne de la retirada, para evitar cualquier connotación de humillación. El presidente sirio comunicó finalmente, el 26 de abril de 2005, la evacuación de los últimos 200 soldados sirios de territorio libanés, del valle de la Bekaa, tras un desfile militar. Se satisfacían así las demandas de Naciones Unidas, gran parte de la comunidad internacional y los manifestantes libaneses de cumplir con la Resolución 1559 de septiembre de 2004.
Las reclamaciones de responsabilidad por el atentado contra Hariri fueron escuchadas por la comunidad internacional. El 7 de abril de 2005, el Consejo de Seguridad de la ONU aprobó la Resolución 1595, que establecía una comisión internacional de investigación de los hechos. En 2007, a través de la Resolución 1757, se establecería el Tribunal Especial para el Líbano, con el objeto de juzgar los hechos y establecer responsabilidades. La investigación preliminar terminaría en 2011, y el proceso no se iniciaría hasta 2014, imputando a seis miembros de Hezbolá (uno de ellos ya fallecido). Finalmente, en agosto de 2020, emitió su veredicto, considerando probada la injerencia siria en la política libanesa con la elección de Lahoud como presidente. Sin embargo, no se pudo demostrar con total certeza la conexión de la cúpula de Hezbolá y de las autoridades sirias con el atentado, a pesar de admitir la sentencia que existen indicios razonables para pensarlo. Saad Hariri declaró que aceptaba el veredicto, pero que seguía considerando a Hezbolá como responsable del asesinato de su padre.
El asesinato de Hariri marcó el inicio de una oleada de violencia que resultó en la pérdida de muchas figuras prominentes del Líbano. Una serie de atentados terminó con la vida de personajes como Samir Kasir, George Hawi, Gebran Tueni, Walid Eido y Antoine Ghanem durante los meses y años siguientes. Todos defendían posiciones críticas con Siria.

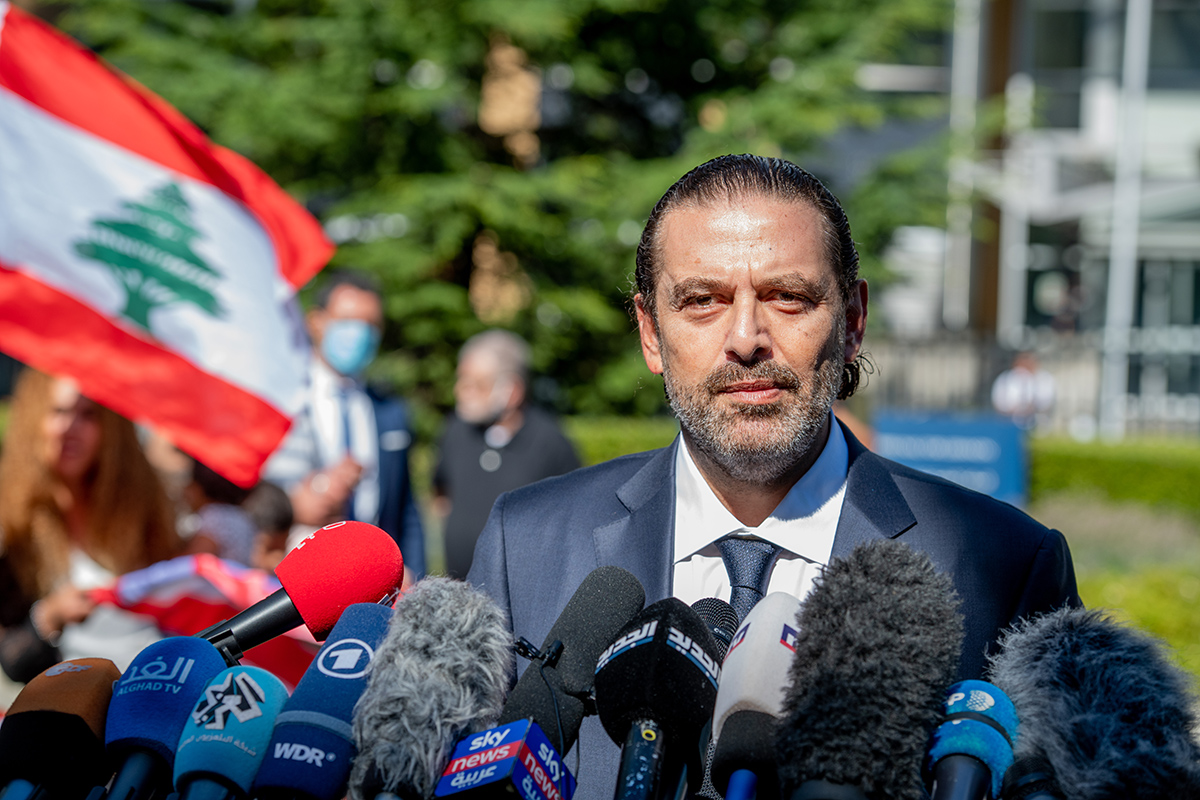
Saad Hariri declarando ante los medios tras el veredicto del Tribunal Especial para el Líbano, en 2020.

Las movilizaciones consiguieron la celebración de las primeras elecciones completamente libres de injerencia extranjera desde el inicio de la guerra civil en 1975. También fueron las primeras monitorizadas por observadores internacionales, que corroboraron la libertad de la votación, pero criticaron el sistema electoral libanés. Tomaron lugar en domingos sucesivos a partir del 29 de mayo de 2005, en todas las regiones del país. Cuando concluyó el proceso, el 20 de junio, el bloque anti-sirio ganó por mayoría, confirmando el apoyo a las demandas de las movilizaciones populares. La coalición Tayyar al-Mustaqbal, liderada por Saad Hariri, hijo de Rafik Hariri, quedó primera fuerza, con 72 escaños.
Las dos grandes movilizaciones de marzo dieron nombre a las dos coaliciones políticas que pugnan por el poder desde entonces, la Alianza del 8 de marzo, pro-siria y antioccidental, que incluye a Hezbolá; y la Alianza del 14 de marzo, prooccidental y que incluye a Saad Hariri.